# Dabulamanzi kaMpande
Dabulamanzi kaMpande, che in lingua zulu significa "Colui che conquista le acque" (KwaZulu-Natal, 1839 – 22 settembre 1886), è stato un condottiero zulu.

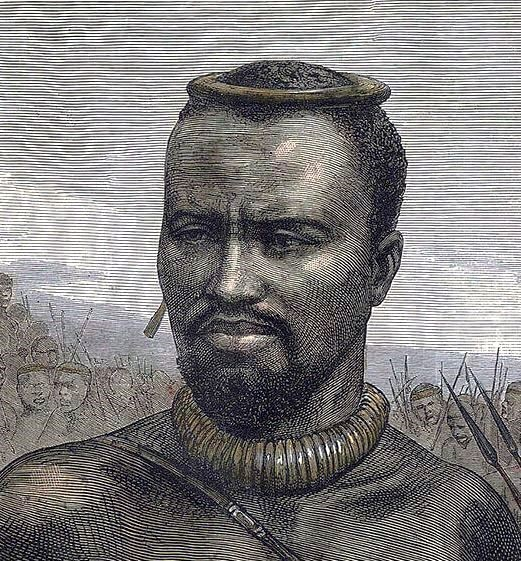
Il principe Dabulamanzi kaMpande secondo The Illustrated London News.

Era il comandante dei guerrieri zulu alla battaglia di Rorke's Drift, risoltasi in un disastro per gli africani.

## Biografia

### Famiglia
Era figlio minore di re Mpande dell'Impero zulu e di una moglie secondaria, Sanguza. Suo fratello maggiore era re Cetshwayo, che il principe servì sempre fedelmente. Era sposato ed ebbe almeno tre figli.

### La guerra anglo-zulu
Uno dei luogotenenti più fidati del re, fu uno dei comandanti zulu durante la guerra contro la Gran Bretagna. Comandava i guerrieri della riserva durante la battaglia di Isandlwana, ma non arrivò in tempo per prendere parte ai combattimenti. Di indole assai irruenta e ansioso di combattere, ignorò l'ordine del fratello di non affrontare gli inglesi in un assedio ed attaccò la vicina ridotta di Rorke's Drift, difesa solamente da un manipolo di truppe coloniali (di cui molti feriti). Nonostante lo schiacciante vantaggio numerico, la differenza tecnologica e la risoluta disciplina degli inglesi permisero loro di difendere la posizione, e gli zulu soffrirono una cocente sconfitta appena un giorno dopo la vittoria di Isandlwana.
Il principe non imparò dai propri errori, che ripeté nel successivo fallito assedio di Eshowe. Alla battaglia di Gingindlovu comandava l'ala destra dell'esercito zulu, e anche in quell'occasione il suo comando vide la sconfitta della sua gente. Le decisioni sbagliate del principe Dabulamanzi furono determinanti nella sconfitta finale degli zulu.

### Dopo la guerra
La perdita della guerra non privò il principe della sua autorità, e a partire dal 1880 divenne capo della fazione anti-britannica e sostenitore della sempre più debole autorità del fratello Cetshwayo, prigioniero degli inglesi. Quando tra gli zulu scoppiò una guerra civile fu a capo dei guerrieri pro-Cetshwayo e ne favorì il ritorno nel 1883, subendo tuttavia diverse sconfitte ad opera dei ribelli.
Quando poco dopo il fratello morì, Dabulamanzi sostenne il nipote Dinuzulu kaCetshwayo come nuovo re. Dovette tuttavia chiedere l'aiuto dei boeri, che aiutarono lui e Dinuzulu ad avere ragione degli avversari. Le esose richieste boere tuttavia gli fecero rompere l'alleanza, e questa mossa gli fu fatale: il principe Dabulamanzi rimase infine ucciso in una scaramuccia coi boeri il 22 settembre 1886, lasciando il nipote di fatto indifeso e succube degli eventi.
Nel giro di poco tempo il regno zulu crollò, sostituito prima dalla Nuova Repubblica Boera e infine dal dominion inglese del Sudafrica, e in questo modo ebbe fine l'indipendenza degli zulu.